# Zoran Talić
Zoran Talić (23. lipnja 1990.) hrvatski je paraolimpijski atletičar koji se natječe u disciplini F20 skoka u dalj. Nositelj je višestrukih odličja s Paraolimpijskih igara, Svjetskih i Europskih prvenstava. Za uspjeh na Paraolimpijskim igrama u Londonu odlikovan je Redom Danice hrvatske s likom Franje Bučara te je dobitnik Državne nagrade za sport „Franjo Bučar”.
Na Paraolimpijskim igrama u Riju 2016. osvojio je srebro.
Član je AK Dinamo i AK Agram iz Zagreba.

## Vanjske poveznice
- Večernji list
- Zoran Talić  Arhivirana inačica izvorne stranice od 20. rujna 2016. (Wayback Machine)